# Annual Review of Political Science
Annual Review of Political Science – recenzowane czasopismo naukowe ukazujące się raz w roku i publikujące prace przeglądowe z dziedziny politologii. Powstało w 1998 roku.
Periodyk ma 2 redaktorów naczelnych: Margaret Levi z Uniwersytetu Stanforda i Nancy Rosenblum z Uniwersytetu Harvarda.
Impact factor czasopisma za rok 2015 wyniósł 3,457, co uplasowało je na 3. miejscu na 163 czasopisma w kategorii „politologia”. Na polskiej liście czasopism punktowanych przez Ministerstwo Nauki i Szkolnictwa Wyższego z 2015 roku „Annual Review of Political Science” przyznano maksymalną liczbę punktów – 50.